# Solza (fiume)
La Solza (in russo Солза?) è un fiume della Russia europea settentrionale, tributario del Mar Bianco. Scorre ne rajon Onežskij e Primorskij, e nel distretto urbano della città di Severodvinsk (oblast' di Arcangelo).
Il fiume ha origine dal lago Solozero, prima della confluenza del Kazanka si chiama Nižnjaja Solza. Scorre in direzione nord-orientale e sfocia nella baia della Dvina in un tratto della cosiddetta Costa d'estate (Летний берег), che appartiene al territorio del comune di Severodvinsk. La lunghezza del fiume è di 109 km, l'area del bacino è di 1 420 km². Nel corso inferiore, è attraversato dal ponte dell'autostrada Arcangelo-Onega.